# جبريل دياز
جبريل دياز هو مهندس برازيلي، ولد في 11 يوليو 1990.

## وصلات خارجية
- جبريل دياز على موقع DriverDB.com (الإنجليزية)